# Synteza organiczna
Synteza organiczna – dział chemii organicznej. Zajmuje się przekształcaniem jednych związków – łatwo dostępnych handlowo, w inne – o pożądanej strukturze. Najczęściej produkt końcowy charakteryzuje się jakimiś korzystnymi właściwościami (np. jest aktywny biologicznie, elektrochemicznie, czy ma właściwości kompleksotwórcze). O syntezie organicznej można także mówić w ujęciu przemysłu chemicznego, który zajmuje się wdrażaniem opracowanej laboratoryjnie metody do produkcji wielkotonażowej. Kolejnym aspektem syntezy organicznej jest synteza asymetryczna, która prowadzi do utworzenia nowego centrum asymetrycznego w cząsteczce.
Chemia organiczna zajmuje się związkami węgla, których istnieje nieskończenie wiele. Każdy z tych związków można obrać za cel syntezy, zaś podstawowym zagadnieniem jest to, jaką obrać drogę syntezy. Każdy bardziej skomplikowany związek można otrzymać na wiele sposobów, zatrudniając do tego celu różne reakcje chemiczne. Można taki proces optymalizować pod różnymi względami, jako najważniejsze można wymienić:
- wydajność produktu końcowego i jego czystość
- dostępność i cena substratu, co ma szczególne znaczenie w przemyśle chemicznym
- szybkość syntezy.

Nie zawsze da się jednoznacznie odpowiedzieć na pytanie, która metoda jest najlepsza. Często odpowiedź zależy od obranego głównego celu. Opracowanie dobrej metody syntezy wymaga szerokiej wiedzy m.in. z zakresu chemii organicznej, technologii chemicznej. Głównymi narzędziami syntezy organicznej są:
- konstrukcja szkieletu węglowego
- wprowadzanie nowych grup funkcyjnych
- przekształcenia istniejących grup funkcyjnych
- stosowanie grup ochronnych.

Pojęciem ściśle wiążącym się z syntezą organiczną jest synteza totalna (ang. total synthesis). Jest to kompletna synteza jakiegoś związku organicznego (często skomplikowanego) z niewielkich cząsteczkowo, łatwo dostępnych substratów. Prekursorem tej dziedziny był Robert Burns Woodward, który otrzymał wiele związków naturalnych na drodze syntezy organicznej (m.in. chlorofil, prostaglandynę F-2a, strychninę), za co otrzymał nagrodę Nobla w 1965 roku.
Innym związanym z syntezą organiczną pojęciem jest retrosynteza oraz analiza retrosyntetyczna, która do zagadnienia syntezy podchodzi niejako "od końca". Wychodzi się tu formalnie od produktu końcowego, którego wzór strukturalny dzieli się według określonych reguł na dające się łatwo syntezować fragmenty zwane syntonami. Kolejne kroki retrosyntezy oznacza się strzałką ⇒, którą odczytuje się jako "można otrzymać z". Termin retrosynteza został wprowadzony w 1965 przez Eliasa Jamesa Coreya – również noblistę.